# Ramires
Ramires Santos do Nascimento, född 24 mars 1987 i Barra do Piraí i delstaten Rio de Janeiro, är en brasiliansk fotbollsspelare (mittfältare).

## Klubbkarriär
Ramires debuterade i moderklubben Joinville 2006. Mellan april och december 2006 var han sedan utlånad till Cruzeiro varpå han skrev på ett femårskontrakt med Cruzeiro som betalade 300 000 pund för honom. Sammanlagt spelade han 61 ligamatcher och gjorde tio mål för Cruzeiro innan han värvades av portugisiska Benfica i maj 2009.
Benfica betalade 7,5 miljoner euro för Ramires som skrev på ett femårskontrakt med klubben den 21 maj 2009. Under sin enda säsong i Benfica spelade Ramires 26 ligamatcher och gjorde fyra mål när klubben vann ligan för första gången sedan 2005.
Den 4 augusti 2010 meddelade Benfica att man kommit överens med Chelsea om en övergång värd 22 miljoner euro för Ramires. Övergången slutfördes den 13 augusti efter att Ramires genomgått en läkarundersökning och skrivit på ett fyraårskontrakt. Han debuterade för Chelsea då han blev inbytt i matchen mot Stoke den 28 augusti.

## Landslagskarriär
Ramires spelade fyra matcher när Brasilien tog brons vid OS 2008. Han debuterade sedan i det brasilianska seniorlandslaget i maj 2009. Han blev uttagen till truppen till Confederations Cup 2009 där Brasilien besegrade USA i finalen och Ramires deltog i lagets samtliga fem matcher. 
Ramires gjorde sitt första landslagsmål i en träningsmatch inför VM 2010 mot Tanzania i juni 2010. Under VM-slutspelet fick han sedan göra inhopp i Brasiliens tre gruppspelsmatcher och startade sedan i åttondelsfinalen mot Chile.